# Procalcitonina
La procalcitonina (PCT) és un precursor peptídic de l'hormona calcitonina, aquesta última implicada en l'homeòstasi del calci. Sorgeix un cop la preprocalcitonina és trencada per una endopeptidasa. Va ser identificada per primera vegada per Leonard J. Deftos i Bernard A. Roos als anys setanta. Està compost per 116 aminoàcids i és produït per cèl·lules parafol·liculars (cèl·lules C) de la tiroide i per les cèl·lules neuroendocrines del pulmó i de l'intestí.
El nivell de procalcitonina al flux sanguini d'individus sans està per sota del límit de detecció (0,01 µg/L) de les anàlisis. El nivell de procalcitonina augmenta en resposta a un estímul proinflamatori, especialment per una infecció bacteriana. Sovint es classifica com a reactiu de fase aguda. El període d'inducció de la procalcitonina oscil·la entre les 4 i les 12 hores, amb una semivida que abasta entre 22 i 35 hores. No augmenta significativament amb infeccions víriques o inflamacions no infeccioses. En el cas de les infeccions per virus, això es deu al fet que una de les respostes cel·lulars a una infecció viral és produir interferó gamma, que també inhibeix la formació inicial de procalcitonina. Amb la cascada inflamatòria i la resposta sistèmica que provoca una infecció greu, els nivells sanguinis de procalcitonina poden augmentar múltiples ordres de magnitud amb valors més alts que es correlacionen amb malalties més greus. No obstant això, els alts nivells de procalcitonina produïts durant les infeccions no segueixen un augment paral·lel de la calcitonina o una disminució dels nivells sèrics de calci.